# Campionat de Catalunya de natació - 200 metres estils
Els 200 metres estils és una prova del Campionat de Catalunya de natació. Combina les quatre modalitats de natació (crol, esquena, braça i papallona) en una distància de 200 m. Se celebrà per primer cop a la 48a edició dels Campionats de Catalunya de natació (1967) tant en categoria masculina i femenina. Es disputa anualment de forma ininterrompuda.

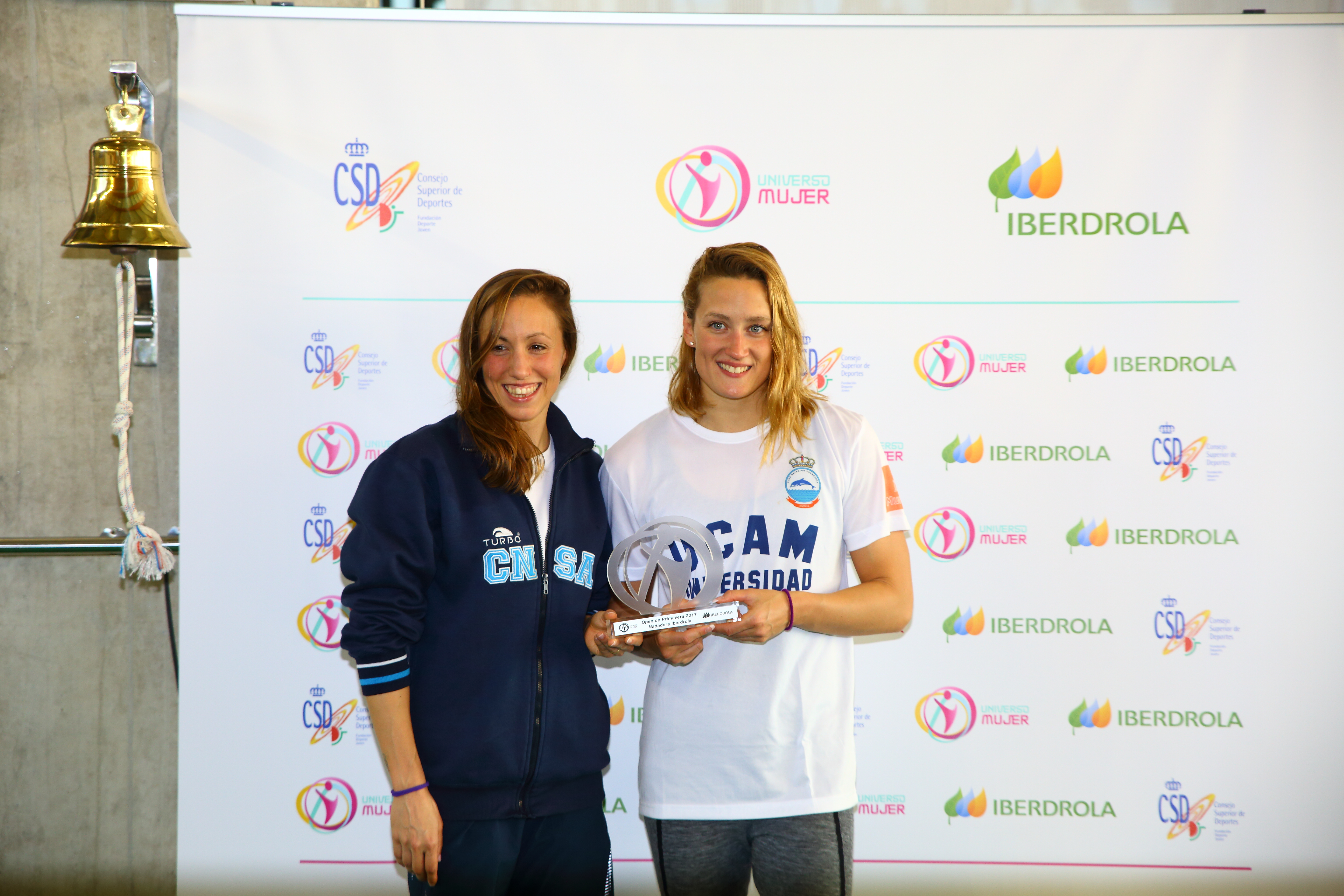
Jessica Vall i Mireia Belmonte han estat campiones de Catalunya en la prova de 200 metres estils.

El primer guanyador de la prova fou Joan Fortuny Vidal, del Barceloneta, amb un temps de 2 minuts i 26 segons. El primer nedador que aconseguí baixar dels 2 minuts 10 segons fou el nedador de Jacksonville (Florida) pertanyent al CN Barcelona Martín López Zubero (2:09.36) l'any 1987. En categoria femenina fou Maria Teresa Salvà Valls, del Sabadell, amb 2 minuts i 48 segons. Sílvia Parera, del Sant Andreu, fou la primera campiona amb un temps inferior als 2 minuts vint segons (2:19.04), l'any 1994.
En categoria masculina, el dominador històric és Alan Cabello amb sis títols (2006, 2007, 2008, 2009, 2010, 2014), mentre que en categoria femenina Àfrica Zamorano ha guanyat la prova en quatre ocasions (2015, 2016, 2018, 2019). Altres nedadors il·lustrat que han guanyat la prova són Maria Pau Corominas, Aurora Chamorro, Santiago Esteva, Martín López Zubero, Sergi López, Mireia Belmonte, Jessica Vall, entre d'altres, que han competit posteriorment als Jocs Olímpics.

## Historial
| Edició   | Data    | Competició masculina   | Competició masculina   | Competició masculina | Competició femenina | Competició femenina    | Competició femenina | refs.             |
| Edició   | Data    | Campió                 | Club                   | Temps                | Campiona            | Club                   | Temps               | refs.             |
| -------- | ------- | ---------------------- | ---------------------- | -------------------- | ------------------- | ---------------------- | ------------------- | ----------------- |
| XLVIII   | 1967    | Joan Fortuny           | CN Barceloneta         | 2:26.2               | Maria Teresa Salvà  | CN Sabadell            | 2:48.9              | [ 2 ] [ 3 ]       |
| XLIX     | 1968    | Joan Fortuny           | CN Barceloneta         | 2:17.9               | Maria Pau Corominas | CN Sabadell            | 2:46.3              | [ 2 ] [ 3 ]       |
| L        | 1969    | Jordi Comas            | CN Sabadell            | 2:23.6               | Aurora Chamorro     | CN Poble Nou           | 2:41.5              | [ 2 ] [ 3 ]       |
| LI       | 1970    | Santiago Esteva        | CN Sabadell            | 2:18.3               | Manolita Gutiérrez  | CN Poble Nou           | 2:40.7              | [ 2 ] [ 3 ] [ 4 ] |
| LII      | 1971    | Santiago Esteva        | CN Sabadell            | 2:16.8               | Maria Neus Panadell | CN Manresa             | 2:39.5              | [ 2 ] [ 3 ] [ 4 ] |
| LIII     | 1972    | Antoni Culebras        | CN Sabadell            | 2:17.4               | Maria Neus Panadell | CN Manresa             | 2:35.5              | [ 2 ] [ 3 ]       |
| LIV      | 1973    | Jordi Comas            | CN Sabadell            | 2:19.3               | Manolita Gutiérrez  | CN Poble Nou           | 2:39.8              | [ 2 ] [ 3 ]       |
| LV       | 1974    | Santiago Esteva        | CN Sabadell            | 2:16.6               | Dolors Balbuena     | CN Sabadell            | 2:38.9              | [ 2 ] [ 3 ] [ 4 ] |
| LVI      | 1975    | Màrius Lloret          | CN Barceloneta         | 2:22.1               | Mercè Pallarés      | CN Montjuïc            | 2:37.7              | [ 2 ] [ 3 ]       |
| LVII     | 1976    | Jaume Cardellach López | CN Terrassa            | 2:18.9               | Dolors Balbuena     | CN Sabadell            | 2:34.9              | [ 2 ] [ 3 ]       |
| LVIII    | 1977    | Ramon A. Duch          | CN Tarraco             | 2:17.2               | Magda Camps         | CN Sabadell            | 2:34.3              | [ 2 ] [ 3 ]       |
| LIX      | 1978    | Ramon A. Duch          | CN Tarraco             | 2:18.0               | Margarida Armengol  | CN Barcelona           | 2:29.1              | [ 2 ] [ 3 ]       |
| LX       | 1979    | Ramon A. Duch          | CN Tarraco             | 2:18.0               | Laura Flaqué        | CN Montjuïc            | 2:28.2              | [ 2 ] [ 3 ]       |
| LXI      | 1980    | Manel M. Esteva        | CN Tarraco             | 2:16.4               | Carme Paredes       | CN Sabadell            | 2:34.5              | [ 2 ] [ 3 ]       |
| LXII     | 1981    | Joan Carles Arce       | CN Sabadell            | 2:15.28              | Laura Flaqué        | CN Montjuïc            | 2:30.73             | [ 2 ] [ 3 ]       |
| LXIII    | 1982    | Joan Giralt            | CN Montjuïc            | 2:16.6               | Mònica Mateu        | CN Sabadell            | 2:31.5              | [ 2 ] [ 3 ]       |
| LXIV     | 1983    | Oriol Barrufet         | CN Sant Andreu         | 2:14.3               | Susanna Pagès       | CN Sant Andreu         | 2:32.8              | [ 2 ] [ 3 ]       |
| LXV      | 1984    | Oriol Barrufet         | CN Catalunya           | 2:15.50              | Mònica Mateu        | CN Sabadell            | 2:29.71             | [ 2 ] [ 3 ]       |
| LXVI     | 1985    | Harri Garmendia        | CN Montjuïc            | 2:12.20              | Nemesia Servan      | CN Sant Andreu         | 2:30.68             | [ 2 ] [ 3 ]       |
| LXVII    | 1986    | Harri Garmendia        | CN Montjuïc            | 2:10.79              | Montserrat Gomáriz  | CN Manresa             | 2:26.37             | [ 2 ] [ 3 ]       |
| LXVIII   | 1986-87 | Martín López Zubero    | CN Barcelona           | 2:09.36              | Núria Castelló      | CN Gavà                | 2:24.92             | [ 2 ] [ 3 ]       |
| LXIX     | 1987-88 | Martín López Zubero    | CN Barcelona           | 2:08.02              | Mònica Safont       | CN Catalunya           | 2:23.30             | [ 2 ] [ 3 ]       |
| LXX      | 1988-89 | Sergi López            | CN Barcelona           | 2:09.26              | Núria Castelló      | CN Gavà                | 2:20.87             | [ 2 ] [ 3 ]       |
| LXXI     | 1989-90 | Adolf Coll             | CN Reus Ploms          | 2:09.32              | Lourdes Becerra     | CN Sabadell            | 2:25.04             | [ 2 ] [ 3 ]       |
| LXXII    | 1990-91 | Joaquim Fernández      | CN Sant Andreu         | 2:09.43              | Sílvia Parera       | CN Sant Andreu         | 2:21.90             | [ 2 ] [ 3 ]       |
| LXXIII   | 1991-92 | Mariano Jiménez        | CN Sabadell            | 2:09.34              | Sònia Astola        | CN Sallent             | 2:23.89             | [ 2 ] [ 3 ]       |
| LXXIV    | 1992-93 | Jordi Carrasco         | CN Sabadell            | 2:09.95              | Lourdes Becerra     | CN Sabadell            | 2:22.60             | [ 2 ] [ 3 ]       |
| LXXV     | 1993-94 | Josep Maria Bardí      | CE Mediterrani         | 2:09.56              | Sílvia Parera       | CN Sant Andreu         | 2:19.04             | [ 2 ] [ 3 ]       |
| LXXVI    | 1994-95 | Joaquim Fernández      | CN Sant Andreu         | 2:09.07              | Ivette María        | CN Catalunya           | 2:23.80             | [ 2 ] [ 3 ]       |
| LXXVII   | 1995-96 | Josep Maria Bardí      | CE Mediterrani         | 2:10.46              | Laura-Carmen Simón  | CN Catalunya           | 2:23.68             | [ 2 ] [ 3 ]       |
| LXXVIII  | 1996-97 | Antonio Gandía         | CN Catalunya           | 2:11.08              | Laura-Carmen Simón  | CN Catalunya           | 2:22.17             | [ 2 ] [ 3 ]       |
| LXXIX    | 1997-98 | Antonio Gandía         | CN Catalunya           | 2:11.10              | Ivette María        | CN Catalunya           | 2:20.19             | [ 2 ] [ 3 ]       |
| LXXX     | 1998-99 | Jordi Carrasco         | CN Montjuïc            | 2:11.85              | Elisenda Pérez      | CN Sabadell            | 2:22.25             | [ 2 ] [ 3 ]       |
| LXXXI    | 1999-00 | Brenton Cabello        | CN Sant Andreu         | 2:06.78              | Tatiana Rouba       | CN Montjuïc            | 2:22.16             | [ 2 ] [ 3 ]       |
| LXXXII   | 2000-01 | Sergi Garcia           | CN Catalunya           | 2:13.19              | Marta García        | CN Sant Andreu         | 2:25.37             | [ 2 ] [ 3 ]       |
| LXXXIII  | 2001-02 | Brenton Cabello        | CN Sant Andreu         | 2:06.35              | Tatiana Rouba       | CN Montjuïc            | 2:21.90             | [ 2 ] [ 3 ]       |
| LXXXIV   | 2002-03 | Jordi Carrasco         | CN Atlètic-Barceloneta | 2:05.86              | Elisenda Pérez      | CN Sabadell            | 2:20.91             | [ 2 ] [ 3 ]       |
| LXXXV    | 2003-04 | Olaf Wildeboer         | CN Sabadell            | 2:06.42              | Sara Pérez Sala     | CN Atlètic-Barceloneta | 2:18.95             | [ 2 ] [ 3 ]       |
| LXXXVI   | 2004-05 | Teo Edo                | CN Sabadell            | 2:06.42              | Sara Pérez Sala     | CN Atlètic-Barceloneta | 2:18.89             | [ 2 ] [ 3 ]       |
| LXXXVII  | 2005-06 | Alan Cabello           | CN Sant Andreu         | 2:07.70              | Mireia García       | CN Hospitalet          | 2:21.14             | [ 2 ] [ 3 ] [ 5 ] |
| LXXXVIII | 2006-07 | Alan Cabello           | CN Sant Andreu         | 2:07.07              | Marina Sánchez      | CN Barcelona           | 2:24.43             | [ 2 ] [ 3 ] [ 5 ] |
| LXXXIX   | 2007-08 | Alan Cabello           | CN Sant Andreu         | 2:07.11              | Mireia Belmonte     | CN Hospitalet          | 2:14.48             | [ 2 ] [ 3 ] [ 5 ] |
| XC       | 2008-09 | Alan Cabello           | CN Sant Andreu         | 2:04.72              | Aina Conca          | CN Sant Andreu         | 2:18.99             | [ 2 ] [ 3 ] [ 5 ] |
| XCI      | 2009-10 | Alan Cabello           | CN Sant Andreu         | 2:05.61              | Mireia Belmonte     | CN Sabadell            | 2:16.72             | [ 2 ] [ 3 ] [ 5 ] |
| XCII     | 2010-11 | Joe Alberto Vera-Ortiz | CN Barcelona           | 2:08.90              | Carla Campo         | CN Terrassa            | 2:21.39             | [ 2 ] [ 3 ]       |
| XCIII    | 2011-12 | Brenton Cabello        | CN Sant Andreu         | 2:06.94              | Mireia Belmonte     | CN Sabadell            | 2:13.48             | [ 2 ] [ 3 ]       |
| XCIV     | 2012-13 | Albert Puig            | CN Terrassa            | 2:06.13              | Marina Garcia       | CE Mediterrani         | 2:19.36             | [ 2 ] [ 3 ]       |
| XCV      | 2013-14 | Alan Cabello           | CN Calella             | 2:07.11              | Jessica Vall        | CN Sant Andreu         | 2:18.97             | [ 2 ] [ 3 ] [ 5 ] |
| XCVI     | 2014-15 | Albert Puig            | CN Terrassa            | 2:02.55              | África Zamorano     | CN Sant Andreu         | 2:17.22             | [ 2 ] [ 3 ]       |
| XCVII    | 2015-16 | Albert Puig            | CN Terrassa            | 2:01.81              | África Zamorano     | CN Sant Andreu         | 2:15.52             | [ 2 ] [ 3 ]       |
| XCVIII   | 2016-17 | Marc Sánchez           | CN Sabadell            | 2:04.98              | Jessica Vall        | CN Sant Andreu         | 2:17.93             | [ 2 ] [ 3 ]       |
| XCIX     | 2017-18 | Marc Sánchez           | CN Sabadell            | 2:04.52              | África Zamorano     | CN Sant Andreu         | 2:18.00             | [ 2 ] [ 3 ]       |
| C        | 2018-19 | Marc Sánchez           | CN Sabadell            | 2:04.75              | África Zamorano     | CN Sant Andreu         | 2:21.73             | [ 2 ] [ 3 ]       |
| CI       | 2019-20 | Joan Lluís Pons        | CN Sant Andreu         | 2:06.15              | Paula Juste         | CN Lleida              | 2:18.16             | [ 2 ] [ 3 ]       |
| CII      | 2020-21 | Joan Lluís Pons        | CN Sant Andreu         | 2:04.34              | Marina Garcia       | CN Sabadell            | 2:17.84             | [ 2 ] [ 3 ]       |
| CIII     | 2021-22 | Joan Lluís Pons        | CN Sant Andreu         | 2:04.99              | Emma Carrasco       | CN Sant Andreu         | 2:17.79             | [ 2 ] [ 3 ]       |
| CIV      | 2022-23 | Àlex Castejón          | CN Sabadell            | 2:05.08              | Laura Amor          | CE Mediterrani         | 2:21.74             | [ 2 ] [ 3 ]       |